# Дейл Ролф
Дейл Ролф (англ. Dale Rolfe, нар. 30 квітня 1940, Тіммінс) — канадський хокеїст, що грав на позиції захисника. На молодіжному рівні виступав у складі «Беррі Флаєрс» у сезонах 1956/57 — 1959/60 років. У сезоні 1959/60 років зіграв 3 поєдинки у футболці «Бостон Брюїнс», а також два матчі у складі «Кінгстон Фронтенач» у ЕПХЛ (Східна Професіональна Хокейна Ліга, існувала в 1959—1963 рока).

## Професіональна кар'єра
Сезони 1960/61 та 1961/62 років Ролф провів у складі «Портленд Бакарус» у Західній Хокейній лізі. Після цього переїхав до АХЛ, де відіграв наступний сезон своєї кар'єри в складі «Герши Бірз», потім ще один сезон провів у «Спрінгфілд Індіанс». У сезоні 1967/68 років повернувся до НХЛ, де виступав у «Лос-Анджелес Кінгс». За «Королів» виступав до 20 лютого 1970 року, коли був проданий до «Детройт Ред Вінгз». Після цього надалі виступав у Детройті протягом решти сезону 1969/70 років та більшої частини сезону 1970/71 років, допоки не був проданий до «Нью-Йорк Рейнджерс» в обмін на Джима Крулицькі У Нью-Йорку провів решту своєї кар'єри, допоки по завершенні сезону 1974/75 років не закінчив професіональну кар'єру.
У 509-ти матчах НХЛ Ролф відзначився 25-а голами, 125-а асистами та відсидів 556 штрафних хвилин.
За спогадами суперників, був «розумним» захисником, який використовує величезний зріст та свою потужність, щоб дістати шайбу або вивести противника з гри.